# Mike Bernardo
Michael "Mike" Bernardo (ur. 28 lipca 1969 w Kapsztadzie, zm. 14 lutego 2012 tamże) – południowoafrykański kick-boxer i bokser, zawodnik K-1 i aktor. W Japonii, gdzie występował przez większą część swojej kariery, znany jest również jako Beru Chan.

## Kariera sportowa

### Boks
W latach 1993–2001 Bernardo stoczył 13 walk w zawodowym boksie. 11 wygrał (9 przed czasem), 1 przegrał, 1 zremisował. Był mistrzem WBF w kategorii ciężkiej (2000-2001).

### K-1
W K-1 zadebiutował w 1995 roku, nokautując utytułowanego karatekę Andy'ego Huga. Dzięki agresywnemu stylowi walki i umiejętnościom bokserskim szybko stał się czołowym zawodnikiem K-1. Największy sukces odniósł w 1996 roku, zostając wicemistrzem K-1 WGP (w finale przegrał z Hugiem). Ponadto w 2000 roku zwyciężył w turnieju K-1 World GP w Fukuoce. 
W historii swoich startów w K-1 pokonał m.in. Petera Aertsa (trzykrotnie), Andy'ego Huga (dwukrotnie), Branko Cikaticia, Mirko Filipovicia i Francisco Filho. Jego rywalizacja z Aertsem (w sumie stoczyli 6 walk) jest uznawana za jedną z najlepszych i najbardziej zaciekłych w historii K-1.
Zawodniczą karierę zakończył w 2004 roku z powodu trapiących go kontuzji.

## Osiągnięcia
Boks:
- 2000-2001: Mistrz World Boxing Foundation w wadze ciężkiej

Kick-boxing:
- 2000: Mistrz K-1 World GP w Fukuoce
- 1997: Mistrz World Olympic Kickboxing Organization w wadze superciężkiej
- 1996: Wicemistrz K-1 World GP